# Karle Wilson Baker
Karle Wilson Baker (ur. 13 października 1878 w Little Rock, zm. 8 listopada 1960 w Nacogdoches) – poetka amerykańska, związana ze stanem Teksas.

## Życiorys
Karle Wilson Baker urodziła się 13 października 1878 w Little Rock w stanie Arkansas jako córka Williama Thomasa Murpheya Wilsona i Kate Florence Montgomery Wilson. Uczyła się w szkołach publicznych, Little Rock Academy i Ouachita Baptist College. Zapisała się na University of Chicago, gdzie jej profesorami byli poeta William Vaughn Moody i powieściopisarz Robert Herrick. Przez dwa lata uczyła w szkole dla dziewcząt w Bristolu w stanie Wirginia. Końcową literę "e" w swoim imieniu dodała sama, żeby nie brano ją za mężczyznę, mimo to wielu czytelników i recenzentów sądziło, że jest ona poetą, a nie poetką. Zmarła 8 listopada 1960 w Nacogdoches w Teksasie.

## Twórczość
Karle Wilson Baker wydała wiele tomików wierszy, w tym Blue Smoke. A Book of Verses (1919) i Burning Bush (1922). Za tomik Dreamers on Horseback była w 1931 nominowana do Nagrody Pulitzera. Pisała między innymi sonety (Bluebird and Cardinal, Brother-singers).